# 马尔科沃农村居民点 (沃洛格达州)
马尔科沃农村居民点（俄语：Марковское сельское поселение）是俄罗斯联邦沃洛格达州沃洛格达区所属的一个农村居民点。其下辖有31个居民点，行政中心为瓦西里耶夫斯科耶。据2015年统计，该农村居民点的人口为1989人。